# Лангр (сир)
Лангр (фр. Langres) — м'який непресований французький сир з коров'ячого молока.

## Історія
У травні 1991 року Лангр отримав сертифікат AOC. Сир виробляють у департаментах Верхня Марна, Кот-д'Ор і Вогези. В 2005 році було вироблено 385 тонн сиру.

## Виготовлення
Лангр визріває не менше 5 тижнів. Під час дозрівання сир не перевертають і протирають розсолом, в який додають натуральний помаранчевий барвник з насіння аннато. Сир виробляють цілий рік.

## Опис
Головка сиру, покрита тонкою зморщеною кіркою, має циліндричну форму. Великі головки мають діаметр 16–20 см, висоту 5–7 см і вагу близько 800 г, малі — діаметр 7,5–9 см, висоту 4–6 см і вагу близько 150 г. У центрі головки знаходиться западина глибиною 0,5 см, яку називають «фонтан» (фр. fontaine). Солонувата і пружна м'якоть має жирність 50 %. Сир має різкий запах і пікантний смак копченого бекону.
Перед вживанням у «фонтан» часто наливають місцевої горілки з виноградних вичавок (фр. marc de champagne) і дають їй вбратися. Найкраще Лангр поєднується з червоними винами Mercurey, Nuits-Saint-Georges або Côte du Rhône.